# 자성군 (대한민국)
자성군(慈城郡)은 대한민국 평안북도에 있는 대한민국의 군이다. 이북5도위원회가 관리하는 명목상의 행정 구역이다. 면적은 1,806km2로, 6면 30동으로 이루어져 있다. 군청소재지는 자성면 읍내동이다.

## 행정 구역
| 읍면           | 동 숫자 | 동(洞)                                                            |
| -------------- | ------- | ----------------------------------------------------------------- |
| 자성면(慈城面) | 4       | 읍내(邑內) 상평(常坪) 화전(花田) 호례(浩禮)                       |
| 삼풍면(三豊面) | 6       | 인풍(仁豊) 영풍(永豊) 신풍(新豊) 신흥(新興) 조아(照牙) 운봉(雲峰) |
| 이평면(梨坪面) | 4       | 진송(榛松) 이평(梨坪) 평상(坪上) 회중(檜中)                       |
| 자하면(慈下面) | 4       | 법(法) 서해(西海) 송암(松巖) 연풍(延豊)                           |
| 장토면(長土面) | 6       | 토성(土城) 호상(湖上) 호하(湖下) 호서(湖西) 장성(長城) 벌(伐)     |
| 중강면(中江面) | 6       | 중평(中坪) 상장(上長) 중덕(中德) 중상(中上) 건하(乾下) 만흥(晩興) |

## 참고 문헌
- “평안북도 시군 소개”. 이북5도위원회.
- “평안북도 기구 및 정원”. 이북5도위원회.

## 같이 보기
- 자성군